# أضاحي (السعودية)
أضاحي (مشروع المملكة العربية السعودية للإفادة من الهدي والأضاحي)، هو مشروع خيري غير ربحي، أنشئ في العام 1403هـ (الموافق : 1983م)، لأداء نسك الهدي والفدية والأضاحي وكذلك الصدقة والعقيقة والوصية نيابة عمن يرغب من المسلمين، وتوزيع لحومها على فقراء الحرم ونقل الفائض إلى المستحقين في 25 دولة عربية وإسلامية. ويتولى البنك الإسلامي للتنمية مهمة تنفيذ وإدارة المشروع.

## الأهداف
بهدف المشروع إلى تيسير وتسهيل أداء نسك الهدي والفدية والأضحية والصدقة عن حجيج بيت الله الحرام. والتأكد من توفر الأنعام التي تستوفي جميع الشروط الشرعية والصحية، والحفاظ على بيئة المشاعر المقدسة وسلامتها من عمليات الذبح العشوائي، وتوزيع اللحوم على الفقراء والمستحقين، والإفادة من المخلفات وتوزيع عائدها على فقراء الحرم.

## آلية العمل
يتمكن الحاج من إتمام خدمة شراء الهدي والأضحية بيسر وسهولة، وذلك من خلال بعثات الحج لدولته أو مكاتب شؤون الحجاج التابع له، أو من حلال التقديم عبر أنظمة إلكترونية تتمثل في قنوات متعددة من خلال الموقع الإلكتروني أو تطبيقات الهواتف الذكية، بطريقة مبسطة تخاطب الحجاج بلغات مختلفة، حيث يقوم الحاج باختيار نوع النسك (هدي، أضحية، فدية، صدقة، عقيقة)، وتحديده لوقت الذبح، ووقت ومكان تسليم الهدي له، أو طلبه بتوزيعها على فقراء المسلمين. ومن ثم تتم عملية الشراء آليا، لتصله لاحقا رسائل معلومات عبر البريد الإلكتروني ورسائل الجوال القصيرة، تحمل تحديثات عن حالة الاضحية، منذ الشراء والذبح والنقل والتوصيل والتوزيع على المستحقين.
كما أن المشروع يقوم بإيصال كمية من اللحوم لمخيمات الخجاج أثناء الموسم، بالإضافة إلى تمكين فرق من بعثات الحجاج من مشاهده نسكهم أثناء التنفيذ.

## مرافق
المشروع يدخل ضمن الجهود والمرافق التي أنشأتها السعودية لخدمة حجاج بيت الله الحرام. حيث تم إنشاء ثماني مجازر (مسلخ) نموذجية في المشاعر المقدسة مواكبة لتزايد عدد حجاج بيت الله الحرام سنويا تعمل جميعها بنظام آلي متكامل للسلخ والتقطيع والنقل والتنظيف والحفظ والتوزيع، والاستفادة القصوى من نواتج الهدي والأضاحي بجميع مكوناتها في صناعات تحويلية مناسبة، بجانب الاستفادة من التقنية الحديثة لتجفيف وتعليب اللحوم، باستخدام أفضل الممارسات الحديثة لإبقاء اللحوم بصلاحيتها لفترة لا تقل عن 12 شهراً من دون تبريد، فيما تصل طاقتها الإنتاجية الإجمالية إلى أكثر من 1.2 مليون رأس من الأغنام والأبقار، يتم ذبحها خلال 84 ساعة.
مع تعزيز للقوى العاملة التشغيلية، والتي يتجاوز عددها 40 ألف فرد من القوى العاملة، تشمل الجزارين ومساعديهم، والأطباء البيطريين، والمشرفين الشرعيين، والإداريين، والجهاز الفني المسؤول عن التشغيل، والصيانة، والإدارة، والإعاشة، والرعاية الطبية، ووسائل النقل والحفظ والتبريد.

## الخدمات الإلكترونية
استحدث القائمون على المشروع الرابط الآلي لتسويق وبيع خدمات المشروع عبر نظام المسار الإلكتروني للحاج والمعتمر التابع لوزارة الحج والعمرة، كما توفر منظومة العمل تقارير مراقبة ومتابعة تنفيذ النسك، على مدار الساعة.

## الاشراف
يشرف على أعمال لجنة الإفادة من الهدي والأضاحي 7 وزارات هي: الشؤون البلدية والقروية، والداخلية، والمالية، والعدل، والشؤون الإسلامية، والحج والعمرة، والبيئة والمياه والزراعة، ومعهد خادم الحرمين الشريفين لأبحاث الحج والعمرة، والبنك الإسلامي للتنمية.

## توزيع اللحوم
يتم توزيع اللحوم في المشروع على مستحقيها من فقراء الحرم، ونقل ما يفيض منها إلى فقراء 25 دولة عربية ومسلمة ضمن القارة الآسيوية والأفريقية، براً وبحراً وجواً.

## الدول المستفيدة
1. بنغلاديش.
2. باكستان.
3. أذربيجان.
4. العراق.
5. سوريا.
6. لبنان.
7. فلسطين.
8. الأردن.
9. جيبوتي.
10. السودان.
11. تشاد.
12. النيجر.
13. مالي.
14. بوركينا فاسو.
15. موريتانيا.
16. غانا.
17. ليبيريا.
18. سيراليون.
19. غينيا.
20. غينيا بيساو.
21. غامبيا.
22. السنغال.
23. تنزانيا.
24. جزر القمر.
25. موزمبيق.

## الأسعار
في حج عام 1440هـ، كان سعر سند الخروف 490 ريال سعودي (130 دولار أمريكي)، سعر سند البقرة 3325 ريال سعودي (886 دولار أمريكي). ولا تتقاضى حكومة المملكة العربية السعودية أي مبالغ أو رسوم مقابل الخدمات المجانية التي تقدمها، والتي تشمل الكشف الطبي والذبح والتغليف والتبريد والتوصيل. فيما كان السعر في حج عام 1439هـ يبلغ 475 ريالاً للرأس من الأغنام، ما يعادل نحو 127 دولار.

## وصلات خارجية
- الموقع الإلكتروني
- أنشطة مشروع المملكة للإفادة من الهدي والأضاحي على يوتيوب